# Bjorli

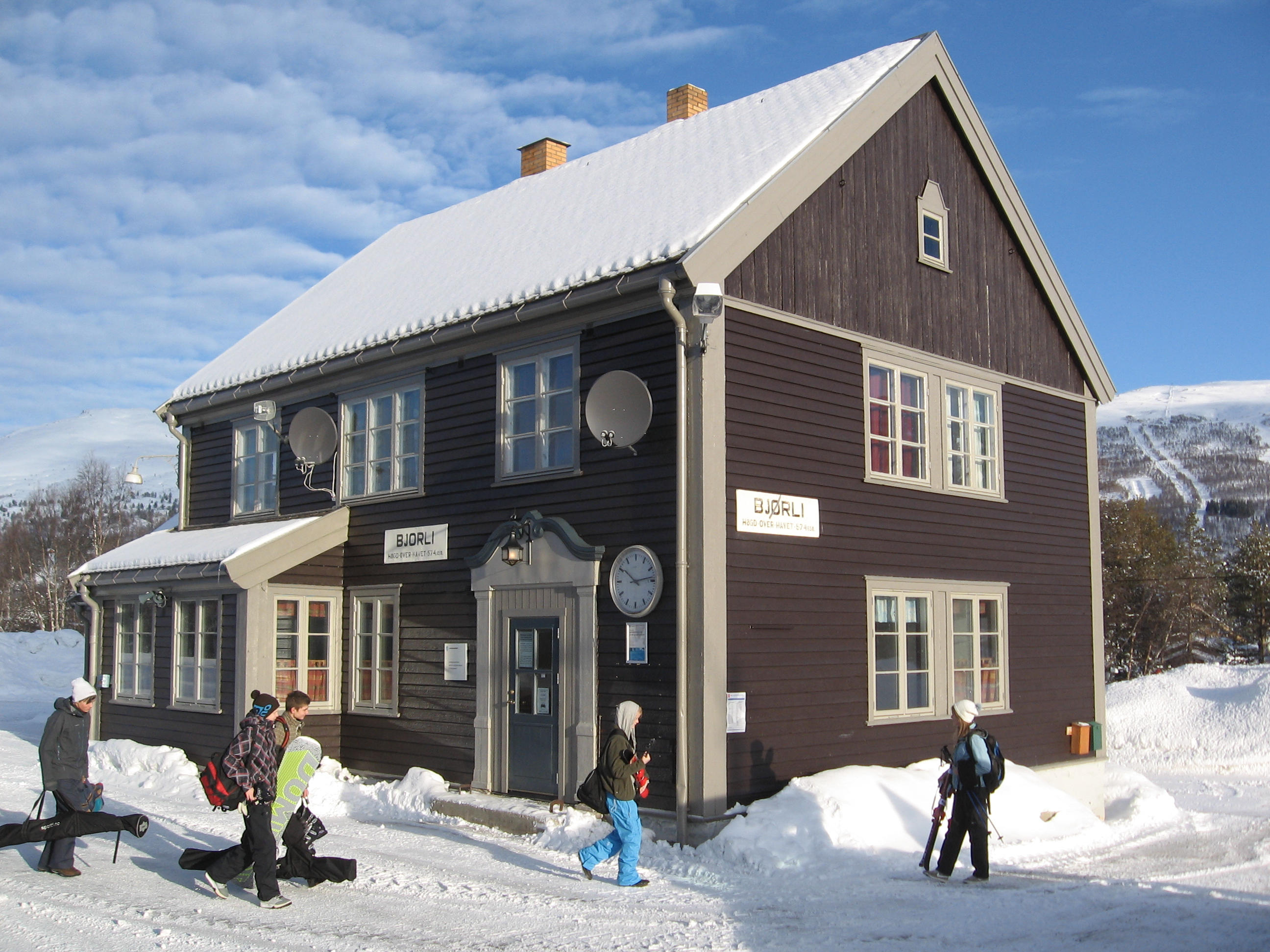
Der Bahnhof von Bjorli

Bjorli ist ein kleiner Ort in der norwegischen Kommune Lesja in der Provinz Innlandet. Der Ort liegt an der Bahnstrecke Raumabanen sowie an der Europastraße 136.
In Bjorli befindet sich ein kleines Skigebiet mit sechs Liftanlagen und insgesamt 19 Kilometer Abfahrten. Eine wichtige Grundlage für die Errichtung des Skigebietes war die Eröffnung der Bahnstation 1921. Im Jahr 1927 wurde ein Bahnhofsrestaurant mit Sitzplätzen für 700 Gäste errichtet.